# Jolanta Szymanek-Deresz
Pour les articles homonymes, voir Deresz.
Jolanta Dorota Szymanek-Deresz, née le 12 juillet 1954 à Przedbórz et morte le 10 avril 2010, lors de l'Accident de l'avion présidentiel polonais à Smolensk, députée et avocate polonaise.

## Formation
Jolanta Szymanek-Deresz a étudié à l'université de Lodz, mais deux ans plus tard elle a déménagé à Varsovie. 
En 1977, elle est diplômée de la faculté de droit à l'Université de Varsovie.
En 1987, après avoir passé l'examen pour devenir avocate, elle a commencé à travailler dans un cabinet d'avocats. 
Depuis 1996, elle était membre de la Société internationale de droit de la concurrence.

## Politique
Dans les années 1979-1990, elle fut membre du parti communiste polonais. 
Le 3 janvier 2000, elle a servi comme sous-secrétaire d'État à la Chancellerie du Président, et, le 13 juin 2000, elle fut nommée chef de la chancellerie.
Le 25 septembre 2005, elle a été élue membre du Parlement de l'arrondissement de Plock dans la liste de l'Alliance de la gauche démocratique. Le 1er juin 2008, elle devint vice-présidente de l'Alliance de la gauche démocratique.

## Accident d'avion
Le 10 avril 2010 à 10 h 41 heure locale (6 h 41 UTC), le Tupolev 154 transportant le président polonais Lech Kaczyński s'écrase lors d'une tentative d'atterrissage sur l'aéroport de Smolensk-nord, ne laissant aucun survivant parmi les 96 personnes à bord. Outre le chef de l'État, son épouse Maria Kaczyńska, le chef d'état-major des armées Franciszek Gągor ainsi que les dirigeants des différents corps de l'armée polonaise, le gouverneur de la Banque nationale de Pologne, le vice-ministre des Affaires étrangères, des membres des deux chambres parlementaires (dont les vice-présidents des deux chambres), des membres du cabinet présidentiel, des membres du clergé polonais et des représentants des familles des martyrs de Katyń périssent dans cette catastrophe. Jolanta Szymanek-Deresz est morte dans cette tragédie.